# 東京都立飛鳥高等学校
東京都立飛鳥高等学校（とうきょうとりつあすかこうとうがっこう）は東京都北区王子六丁目にある高等学校。

## 概要
英語教育と上位大学進学に力を入れている、都立初の全日制単位制普通科高校。
2年で「国際教養」か「生活・芸術」の系列を選ぶ。教員1人あたりの生徒が9人と少人数であり、国数英の主要教科は基礎・標準・応用に分かれた習熟度別授業を実施するなど、面倒見の良い教育を売りとしている。英語科教諭は13名、ALTは9名の教諭を有する。部活動では女子サッカー部が2年連続全国大会に出場するなど強豪として有名。2011年度入試から、在京外国人生徒対象入試の導入を決定。都立高校では国際高校に次ぐ2校目となる。
定時制課程では三修制を導入しており、1日6時間の授業を受ける事で3年間で卒業する事が出来る。

## 沿革
- 1996年（平成8年）4月1日 - 都立高校全日制としては初めての単位制普通科高等学校として東京都立北高等学校を母体に創立。同時に定時制課程も単位制高校として開設された。

## 交通
出典 : 
電車
- 東京メトロ南北線王子神谷駅 徒歩6分
- JR京浜東北線王子駅 徒歩15分

バス
| 運行事業者 | 乗車駅   | 系統                                   | 下車停留所              |
| ---------- | -------- | -------------------------------------- | ----------------------- |
| 都営バス   | 王子駅   | 王40出入・王41・王45・王49・王55・王78 | 「王子四丁目」、徒歩3分 |
| 都営バス   | 西新井駅 | 王40甲・丙                             | 「豊島四丁目」、徒歩8分 |
| 都営バス   | 赤羽駅   | 王57                                   | 「豊島四丁目」、徒歩8分 |

## 著名な出身者
Template:For 2
- 長野風花 - 女子サッカーなでしこジャパン
- 石野田奈津代 - シンガーソングライター
- 温又柔 - 小説家
- 陽月華 - 元宝塚歌劇団宙組トップ娘役
- 鈴木美妃 - 女優
- 松井茜 - 女優・声優
- 相本結香 - 女優・声優
- 立山秋航 - ドラマー・作曲家・編曲家
- ホナガヨウコ - 振付師